# Dana (Bougnounou)
Pour les articles homonymes, voir Dana.
Dana est une commune rurale située dans le département de Bougnounou de la province du Ziro dans la région Centre-Ouest au Burkina Faso.

## Géographie
Dana est traversée par la route nationale 13.

## Éducation et santé
Le centre de soins le plus proche de Dana est le centre de santé et de promotion sociale (CSPS) de Sala tandis que le centre médical avec antenne chirurgicale (CMA) de la province se trouve à Léo.